# Старі Бегуниці
Старі Бегуниці (рос. Старые Бегуницы) — присілок у Волосовському районі Ленінградської області Російської Федерації.
Населення становить 43 особи. Належить до муніципального утворення Бегуницьке сільське поселення.

## Історія
Від 1 серпня 1927 року належить до Ленінградської області.

## Населення
| 2007 | 2010 | 2017 |
| ---- | ---- | ---- |
| 14   | ↘7   | ↗43  |